# مقاطعة فان بورين (تينيسي)
مقاطعة فان بورين هي مقاطعة في تينيسي، بلغ عدد سكانها 5٬548  نسمة، في 2010، عاصمتها سبنسر، تبلغ مساحتها 711 كيلومتر مربع.

## الموقع
تشترك في الحدود مع:
- مقاطعة سيكواتشي (تينيسي).

## التقسيمات الإدارية
- سبنسر.